# Blenniella bilitonensis
Blenniella bilitonensis es una especie de pez de la familia Blenniidae en el orden de los Perciformes.

## Morfología
Los machos pueden llegar alcanzar los 16 cm de longitud total.

## Reproducción
Es ovíparo.

## Hábitat
Es un pez de mar y de clima tropical.

## Distribución geográfica
Se encuentra desde las Islas Ryukyu hasta el Territorio del Norte (Australia ).